# نیکومدس
نیکومدس ریاضیدان یونان باستان بود که احتمالاً در سدهٴ دوم ق م برآمد. ریاضی‌دانی که پس از اراتوستن و پیش از گمینوس می‌زیست. او منحنی صدفی‌ را اختراع کرد، به تحقیق خواص آن پرداخت، ابزاری برای ترسیم آن اختراع کرد، و آن را برای تثلیث زاویه و تضعیف مکعب به کار برد. او قوس تربیع‌ هیپیاس را مورد تحقیق قرار داد و از آن برای تربیع دایره و نام‌گذاری آن استفاده کرد.